# Daniel Kazimierz Narbutt
Daniel Kazimierz Narbutt lub Kazimierz Daniel Narbutt herbu Trąby (ur. 3 stycznia 1738 w Dokudowie koło Lidy, zm. 17 marca 1807 w Radziwoniszkach koło Lidy) – polski pijar, filozof, nauczyciel, tłumacz, profesor filozofii Collegium Nobilium pijarów w Warszawie.

## Życiorys
Urodził się 3 stycznia 1738 w Dokudowie koło Lidy, jako syn Kazimierza, chorążego lidzkiego, i Marianny z Nowickich. Pierwsze nauki pobierał u pijarów (Szczuczyn) i tamże w roku 1755 wstąpił do ich zgromadzenia. Wówczas to przyjął imię Kazimierz (imię chrzestne: Daniel). Nowicjat rozpoczął w Lubieszowie, a następnie podjął studia filozoficzne w Dąbrowicy, a począwszy od roku 1759 studiował na wileńskiej uczelni, filozofię i matematykę (pod kierunkiem M. Dogiela). Po 4-letnim pobycie w Rzymie (studia), 6 czerwca 1761, otrzymał tam święcenia kapłańskie. Po powrocie do Polski nauczał historii, wymowy i języka francuskiego w Dąbrowicy (był tam prefektem). Nieco później przeniósł się do Wilna, gdzie wykładał filozofię w tamtejszym Collegium Nobilium. Był także guwernerem synów M. Brzostowskiego (podskarbi wielki litewski) i przebywał z nimi do roku 1774 w Paryżu. Wkrótce powrócił do Polski i zamieszkał przy M. Czartoryskim (kanclerz wielki litewski). Niedługo potem uzyskał doktorat praw w Krakowie, wystąpił z zakonu i otrzymał opactwo paradyskie. W latach 1775–1799 proboszcz w Radzyminie. Współpracownik właścicielki Radzymina, Eleonory księżnej Czartoryskiej. Był działaczem Komisji Edukacji Narodowej, przewodniczącym Wydziału do Spraw Szkół i Ksiąg Elementarnych. Był członkiem konfederacji targowickiej, w 1792 roku powołany przez konfederację generalną do zasiadania w Towarzystwie do Ksiąg Elementarnych. Był kawalerem orderu św. Stanisława (1793). 
Król Polski Stanisław August Poniatowski zamierzał go mianować pierwszym biskupem mającej powstać diecezji grodzieńskiej. Jednak w wyniku rozbiorów nie doszło do powstania diecezji.

## Twórczość
Autor podręcznika Logika, czyli rozważania i rozsądzania rzeczy nauka, ....

### Ważniejsze dzieła
1. Logika, czyli rozważania i rozsądzania rzeczy nauka, według której każdy ma we wszystkim prawdy dochodzić i strzec się fałszu, Wilno 1769 (dedykowane B. K. Brzostowskiemu); wyd. następne: wyd. 2 zmienione Wilno 1775; Wilno 1782; Wilno 1791; 1799(?); przedmowę przedr. Z. Florczak, L. Pszczołowska w: Ludzie Oświecenia o językach i stylu t. 2, Warszawa 1958
2. Z filozofii wybrane zdania, które Najjaśniejszemu Stanisławowi Augustowi... przypisane, dowodzili i utrzymywali publicznie Stefan Wereszczaka... i Stanisław Godlewski... uczący się filozofii w Konwikcie Szlacheckim Wileńskim Ks. Ks. Scholarum Piarum pod nauczycielem Kazimierzem Narbuttem...,[4] Wilno 1771, (autorstwo uzasadnił O. Narbutt)
3. Examen prospektu: Éléments d'Histoire naturelle..., rękopis: Biblioteka Jagiellońska, sygn. 5335; wyd. J. Lubieniecka pt. Cel i metoda nauczania przyrody w: Reforma programu szkolnego Komisji Edukacji Narodowej. Wybór źródeł, Warszawa (1962)
4. Ułatwienie wątpliwości wyrażonych in Actis Eruditorum Lipsiensibus względem niektórych Artykułów Programma Prześw. Komisji Edukacji, publikowanego na książki elementarne do szkół wojewódzkich, rękopis: Biblioteka Jagiellońska, sygn. 5335; wyd. Z. Florczak, L. Pszczołowska w: Ludzie Oświecenia o językach i stylu t. 2, Warszawa 1958
5. O rozkładzie godzin szkolnych (projekt na Rozporządzenie nauk w szkołach wojewódzkich z października 1777 r.); O matematyce (uwagi o prospekcie L'Huilliera); O nauce moralnej (z zespołu: Uwagi Towarzystwa względem ułożenia programma na książki elementarne...), rękopis: Archiwum Główne Akt Dawnych, sygn. E. 26; zniszczone w roku 1944
6. Wizyta szkół przez wizytatora akademickiego; O szkołach parafialnych; rozdziały w zbiorze: Projekt. Ustawy Komisji Edukacji Narodowej dla stanu akademickiego i na szkoły w krajach Rzeczypospolitej przepisane, Warszawa 1781; wyd. następne zmienione i poprawione pt. Ustawy..., Warszawa 1783 (tu: rozdz. IV: Wizyta zgromadzeń akademickich i szkół narodowych; rozdz. XXII: Szkoły parafialne); także wydawane parokrotnie, m.in. przedrukował je: J. Lewicki w: Ustawodawstwo szkolne za czasów Komisji Edukacji Narodowej..., Kraków 1925; S. Tync w: Komisja Edukacji Narodowej, Wrocław (1954) "Biblioteka Narodowa" seria I, nr 126
7. O logice; O fizyce (Uwagi o prospektach...), rękopis; inform. Protokoły posiedzeń Towarzystwa do Ksiąg Elementarnych 1775-1792, wyd. T. Wierzbowski, Warszawa 1908
8. Słownik geograficzny świata antycznego. (Praca zlecona przez Towarzystwo do Ksiąg Elementarnych), inform. Protokoły posiedzeń Towarzystwa do Ksiąg Elementarnych 1775-1792, wyd. T. Wierzbowski, Warszawa 1908.

Według Estreichera (XXIII, 39): Lubił poezję, dużo zatem napisał wierszy i przełożył z włoskiego: kilka poezji swoich pomieścił w "Monitorze Warszawskim" i "Zabawach Przyjemnych i Pożytecznych" – ale bezimiennie. Informację tę G. Korbut opatrzył znakiem zapytania. Badania bardziej szczegółowe nie ujawniły dotąd (do lipca 1968) jakichkolwiek utworów K. Narbutt na łamach ww. czasopism. Autorem wierszy w "Zabawach..." był natomiast jego bratanek, Wojciech Narbutt.

### Przekłady
1. Fryderyk II król pruski: Nauka żołnierska króla pruskiego dla jego generałów dana. Z niemieckiego wytłumaczona na francuski język przez P. Faesch, obersz-lejtnanta wojsk saskich, a teraz na polski, Wilno 1771, (dedykowana M. Kazimierzowi Ogińskiemu)
2. La Religion chrétienne méditée, przekł. z francuskiego powst. około roku 1774, rękopis zaginął, (inform. A. Moszyński)
3. Évangile méditée, przekł. z francuskiego powst. około roku 1774, rękopis zaginął, (inform. A. Moszyński).

### Listy
- Listy do różnych adresatów, m.in. do Stanisława Augusta z roku 1771 i okresu Sejmu Czteroletniego, rękopisy: Biblioteka Czartoryskich, sygn. 647, s. 205-211; sygn. 734, s. 903-904; fascimile listu w sprawie biskupstwa grodzieńskiego ogł. O. Narbutt.

## Opracowania (monografie)
- O. Narbutt: O pierwszym polskim podręczniku logiki. Z rozważań nad filozofią Oświecenia, Łódź 1958, "Łódzkie Towarzystwo Naukowe. Wydział I" nr 33 (z bibliografią).